# Telmatoscopus fryeri
Telmatoscopus fryeri är en tvåvingeart som beskrevs av Eaton 1913. Telmatoscopus fryeri ingår i släktet Telmatoscopus och familjen fjärilsmyggor.
Artens utbredningsområde är Aldabra. Inga underarter finns listade i Catalogue of Life.